# Rogožarski SIM-X
Rogožarski SIM-X (srbsky: Рогожарски СИМ-X) bylo jugoslávské jednomotorové dvoumístné sportovní a turistické letadlo, ale v prvé řadě bylo používáno jako cvičné letadlo pro základní výcvik vojenských pilotů v letectvu Království Jugoslávie. Letoun vznikl v roce 1936, byl navržen a postaven v bělehradské továrně Prva Srpska Fabrika Aeroplana Živojin Rogožarski.

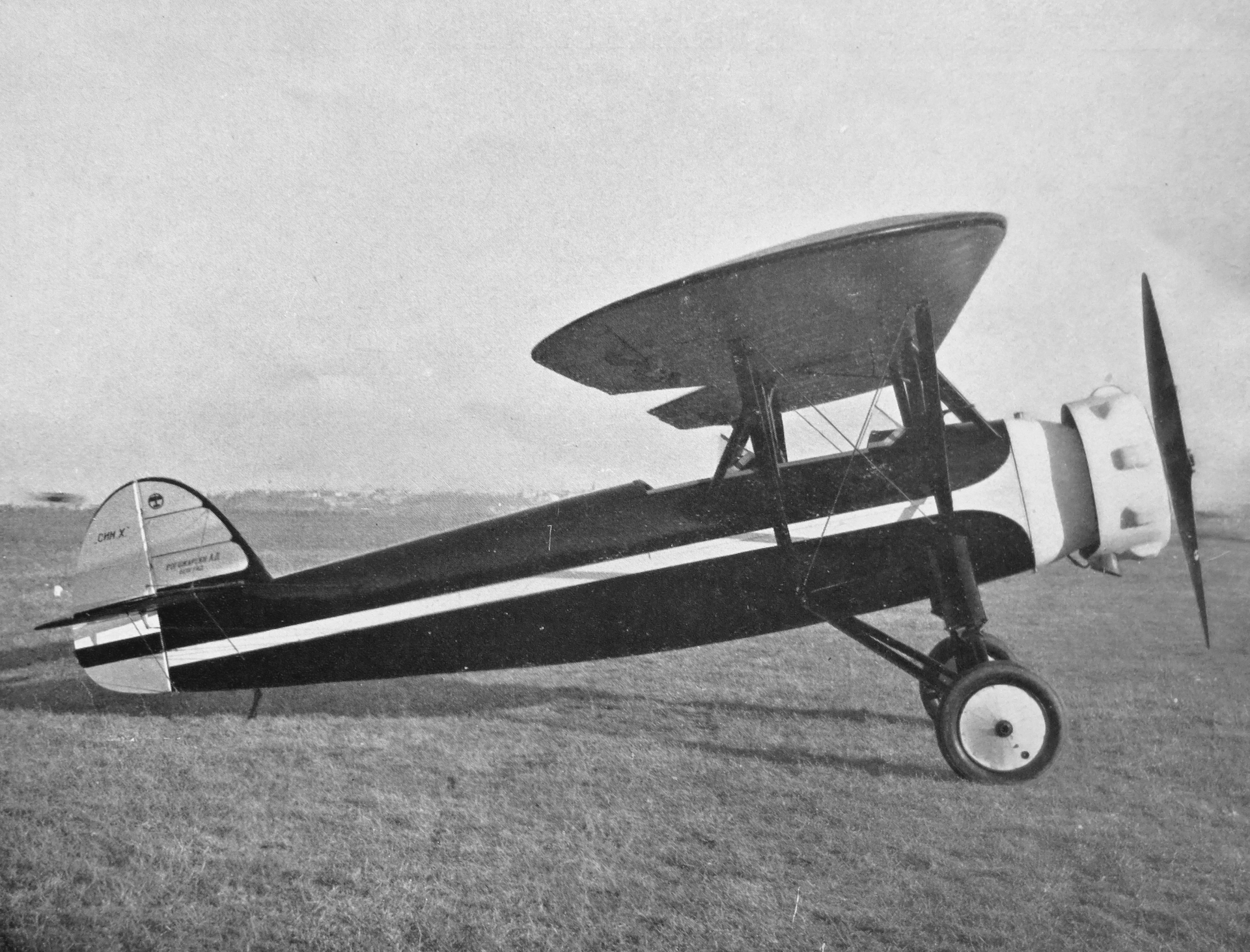
Rogožarski SIM-X a Walter NZR 120 (1937)

## Vznik a vývoj
Letoun SIM-X byl navržen Simou Milutinovičem, konstruktérem a technickým ředitelem firmy Rogožarski, počátkem roku 1936. Touto konstrukcí hornoplošníku typu parasol navázal na pozitivní zkušenosti se stavbou předchozích svých letounů SIM-II a SIM-VIII. První zkušební let se uskutečnil koncem roku 1936, kdy bylo letadlo registrováno pod imatrikulací YU-PDY.
Po provedení podrobných zkušebních letů továrnou byly jugoslávskému letectvu nabídnuty další zkoušky. Ty byly provedeny ve vojenské pilotní škole v Novém Sadu. Hodnotící komise zjistila určité drobné nedostatky, ale jinak dostal letoun výjimečné hodnocení. Po ukončení a vyhodnocení testů bylo objednáno 20 letadel. Sériové letouny měly drobnou úpravu, když motor získal ochranný, prstencový kryt NACA. V roce 1938 pro 2. výrobní sérii byl použit modernizovaný motor NZR 130 o výkonu 130 k.
Když Jugoslávské královské letectvo chtělo vybrat nejvhodnější hydroplán pro výcvik pilotů, tak se v roce 1937 obrátilo na továrnu Rogožarski a zadalo provedení projektu cvičného hydroplánu, který by svým vlastnostmi odpovídal školnímu letadlu SIM-X. Protože nebylo možné provést jednoduchou úpravu (přizpůsobení stávajících letadel SIM-X) pro instalaci plováků EDO, navrhl hlavní konstruktér Sima Milutinovič nový, větší letoun Rogožarski SIM-XII-H s výkonnějším motorem Walter Major 6 (190 k/139,7 kW).

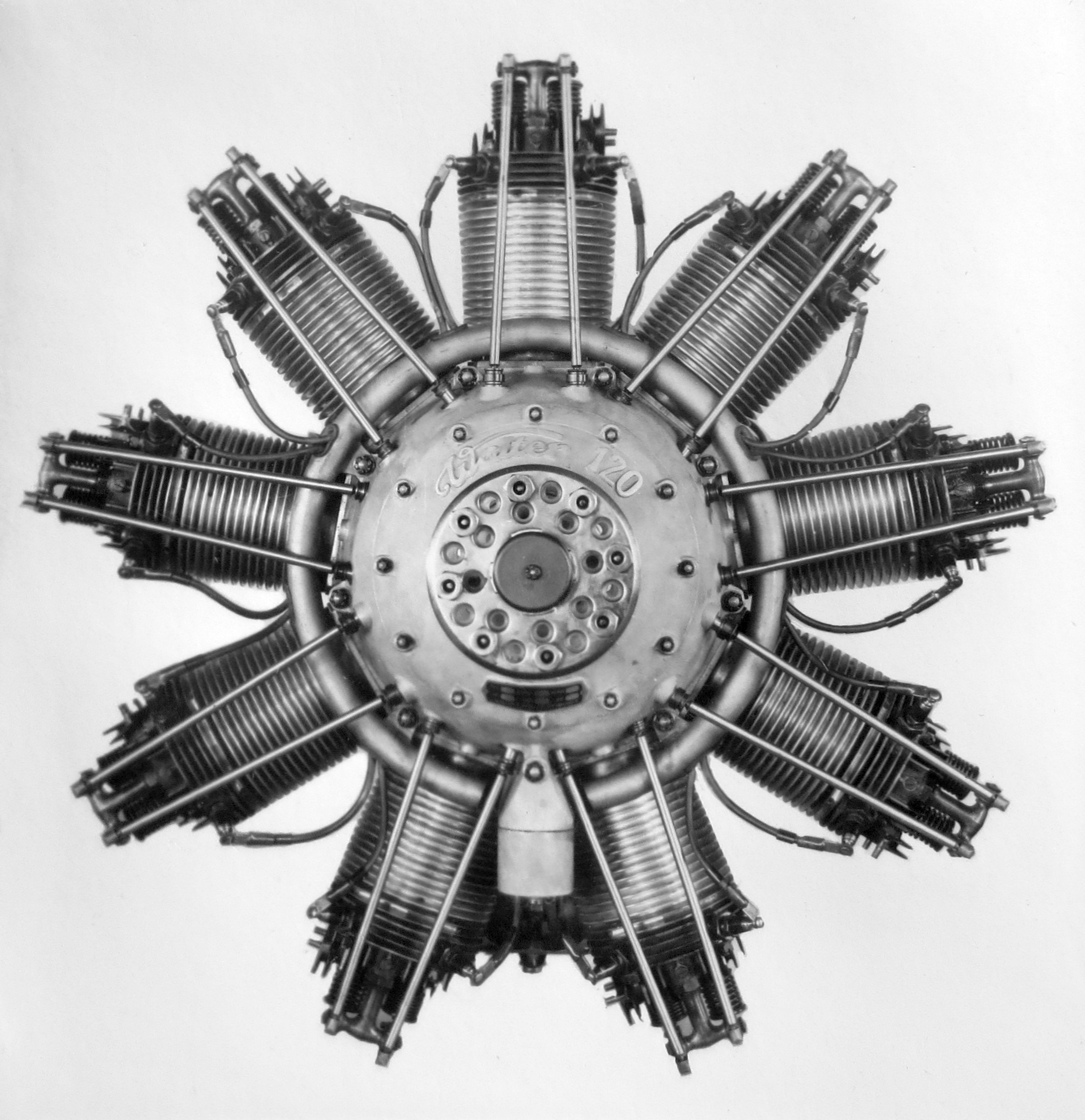
Walter NZ-120

## Popis letounu
Konstrukce letounu byla celodřevěná s výjimkou ocasních ploch, které byly svařeny z ocelových trubek. Křídlo bylo dřevěné konstrukce se zaoblenými konci a bylo pokryto plátnem. Křídlo bylo upevněno v baldachýnu pomocí 4 závěsů a navíc byla konstrukce vyztužena profilovými dráty. Trup oválného průřezu byl vyroben ze dřeva a byl potažen překližkou. Posádka seděla za sebou v tandemovém uspořádání a za pilotním sedadlem byl malý prostor pro zavazadla.
Podvozek se širokým rozchodem kol byl pevný, vyrobený z ocelových trubek vysoké pevnosti, který umožňoval přistávat i na velmi členitém terénu.
Palivová nádrž byla umístěna ve střední části mezi křídly. Motor Walter NZR 120 byl upevněn na motorovém loži z ohýbaných trubek. Vlastní motor byl vyráběn v pobočném závodě továrny Walter, v továrně Svetozar Vlajkovič Bělehrad.

## Varianty
Rogožarski SIM-X
První varianta s motory Walter NZR 120 o výkonu 120 k. Postaveno celkem 21 strojů (jeden prototyp v roce 1936, deset v roce 1937 a 10 v roce 1938).
Rogožarski SI-GIP
Druhá varianta s motorem Gipsy Major I o výkonu 132 k. V roce 1940 byl postaven pouze jeden letoun. Protože letadlo nesplňovalo všechny požadavky a očekávání velení jugoslávského letectva, zůstal tento model v jediném prototypu.
Rogožarski SIM-Xa
Varianta výcvikového letounu pro noční létání podle přístrojů s motorem Walter NZR 120, jediná přestavba původního SIM-X provedená v roce 1941. Toto letadlo bylo dokončeno 31. března 1941. Armáda ho převzala 6. dubna 1941 a letoun byl přeletěn na letiště Veliki Radinci (Sremska Mitrovica). Zde se po něm veškeré stopy ztrácí. Předpokládá se, že jej posádka za dubnové války (po 6. dubnu 1941) zapálila spolu s jinými letadly, aby nepadl do rukou nepřítele.

## Operační historie
První série 10 letadel SIM-X byla dodána jugoslávskému letectvu v roce 1937. Druhá série - rovněž 10 letounů - byla vyrobena a dodána v roce 1938. Původně byl letoun používán ve vojenských pilotních školách jako přechodový typ z letadel základního výcviku (Zmaj Fizir FN) na silnější stroje (Zmaj Fizir FP-2 a PVT). Později už sloužil jen jako školní letadlo pro počáteční výcvik vojenských pilotů. Ve vojenském letectvu se uplatnil od roku 1937, kdy byl poprvé použit v pilotních školách a později celá řada těchto letadel byla nasazena do výcvikových perutí. Na příkaz velitelství letectva byly přeřazeny tři zcela nové SIM-X v roce 1938 do Aeroklubu (imatriklace YU-PFJ, YU-PFK, YU-PFL). Tyto letouny byly použity pro výcvik civilních a sportovních pilotů. Celkem Aeroklub používal pět letadel (mimo prvního imatrikulovaného letounu YU-PDY ještě YU-PDZ). Všechna tato letadla SIM-X z aeroklubu byla v předvečer války vrácena do vojenské služby.
Většina letadel SIM-X byla zničena během německo-italské invaze do Jugoslávie během roku 1941 (dubnová válka). Německé síly ukořistily tři letouny (jeden v Zemunu a dva v Lazarevaci). Jejich další osud není znám. Vzdušné síly chorvatského nezávislého státu používaly jeden letoun SIM-X (označení 7301) až do roku 1943, kdy byl zničen po nouzovém přistání.

## Uživatelé
- Království Srbů, Chorvatů a Slovinců
  - Jugoslávské královské letectvo
- Chorvatsko
  - Chorvatské letectvo (Chorvatská letecká legie, Hrvatska Zrakoplovna Legija, 1941-1943)

## Specifikace
Údaje dle

### Technické údaje
- Posádka: 2
- Rozpětí: 10,00 m
- Délka: 6,96 m
- Výška: 2,70 mm
- Nosná plocha: 18,50 m²
- Hmotnost prázdného letounu: 543 kg
- Vzletová hmotnost: 785 kg
- Pohonná jednotka: vzduchem chlazený hvězdicový devítiválcový motor Walter NZR 120 s reduktorem
- Výkon pohonné jednotky:
  - vzletový: 135 k (99,3 kW) při 1750 ot/min
  - nominální: 120 k (88,3 kW) při 1400 ot/min
- Vrtule: dvoulistá dřevěná s pevnými listy

### Výkony
- Maximální rychlost: 202 km/h
- Cestovní rychlost: 168 km/h
- Nejmenší rychlost: 72 km/h
- Dostup: 5 500 m
- Dolet: 560 km
- Vytrvalost: 3:45 h
- Stoupavost: 4,17 m/s